# Кабинет судебной экспертизы
Кабинет судебной экспертизы (КСЭ) — первое научно-техническое подразделение советского уголовного розыска. Начало его создания относится к середине февраля 1919 года. Тогда коллегия НКВД РСФСР утвердила смету расходов на КСЭ, дактилоскопическое и регистрационное бюро и музей.
КСЭ начал функционировать с 1 марта 1919 года при Центророзыске. На него возлагались следующие задачи: постановка научной экспертизы на местах; обучение агентов угрозыска научным методам раскрытия преступлений (осмотр места происшествия, дактилоскопия, антропометрия и т. д.); производство экспертиз по присылаемым с мест материалам. Сотрудники КСЭ выезжали в командировки для оказания помощи местным Угро и контроля за их работой.
Центророзыском был издан циркуляр, где сообщалось, что КСЭ проводит исследования вещественных доказательств, связанных с подлогами и подделками документов и ценных бумаг (оттисков печатей, шрифтов пишущих машинок, типографских шрифтов; восстановление залитых, стёртых, исправленных надписей и т. п.). В КСЭ снимали отпечатки пальцев с твёрдых предметов, проводили другие экспертизы.
Создателем и первым заведующим КСЭ был П. С. Семеновский, известный ещё в дореволюционное время криминалист, преподаватель Юрьевского университета. С апреля 1919 года Семеновский возглавил также Регистрационное бюро Центророзыска (впоследствии — Центральное дактилоскопическое бюро). В 1922-23 годах он внедрил единую систему централизованного дактилоскопического учёта, им же и разработанную. Модернизированная система Семеновского действует и в настоящее время.